# Болинтинени (Муреш)
Болинтинени (рум. Bolintineni) насеље је у Румунији у округу Муреш у општини Пасарени. Oпштина се налази на надморској висини од 326 m.

## Становништво
Према подацима из 2002. године у насељу је живело 234 становника.

### Попис2002.
| Расподела становништва по националности 2002.‍ | Расподела становништва по националности 2002.‍ | Расподела становништва по националности 2002.‍ | Расподела становништва по националности 2002.‍ | Расподела становништва по националности 2002.‍ |
| --------------------------------------------- | --------------------------------------------- | --------------------------------------------- | --------------------------------------------- | --------------------------------------------- |
|                                               |                                               |                                               |                                               |                                               |
| Румуни                                        | Румуни                                        |                                               | 97                                            | 41,5%                                         |
| Мађари                                        | Мађари                                        |                                               | 51                                            | 21,8%                                         |
| Роми                                          | Роми                                          |                                               | 86                                            | 36,8%                                         |